# Villacher Kirchtag

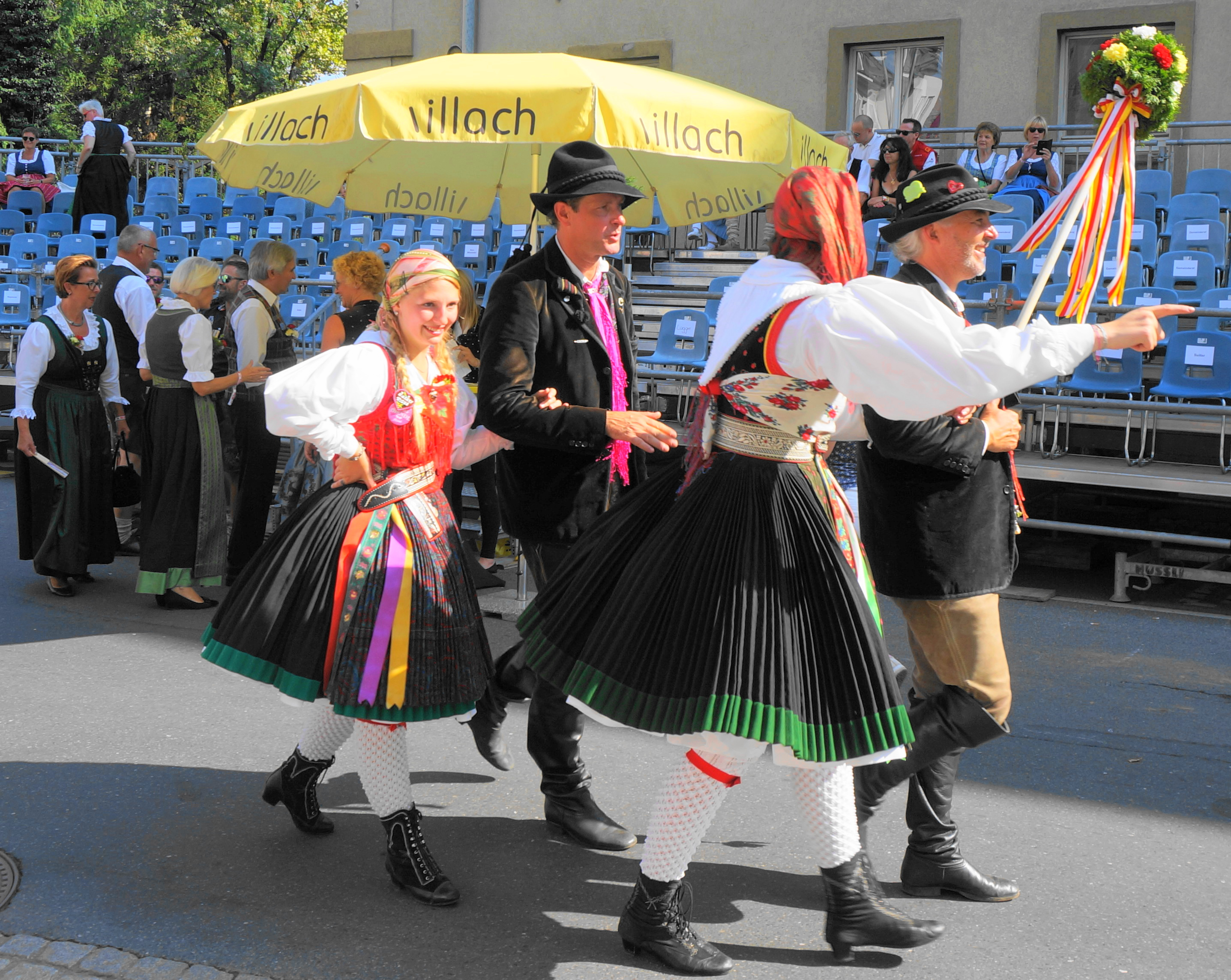
Villacher Kirchtag

Das Kirchtagsherz als Logo der Veranstaltung

Der Villacher Kirchtag wird seit dem 1. August 1936 alljährlich in Villach in Kärnten, Österreich, veranstaltet und besteht heute aus über 100 Einzelveranstaltungen. Er gilt als größtes Brauchtumsfest Österreichs und dauert mittlerweile acht Tage, wenn man den Villacher Citylauf hinzuzählt, welcher direkt davor stattfindet, sogar zehn.

## Geschichte

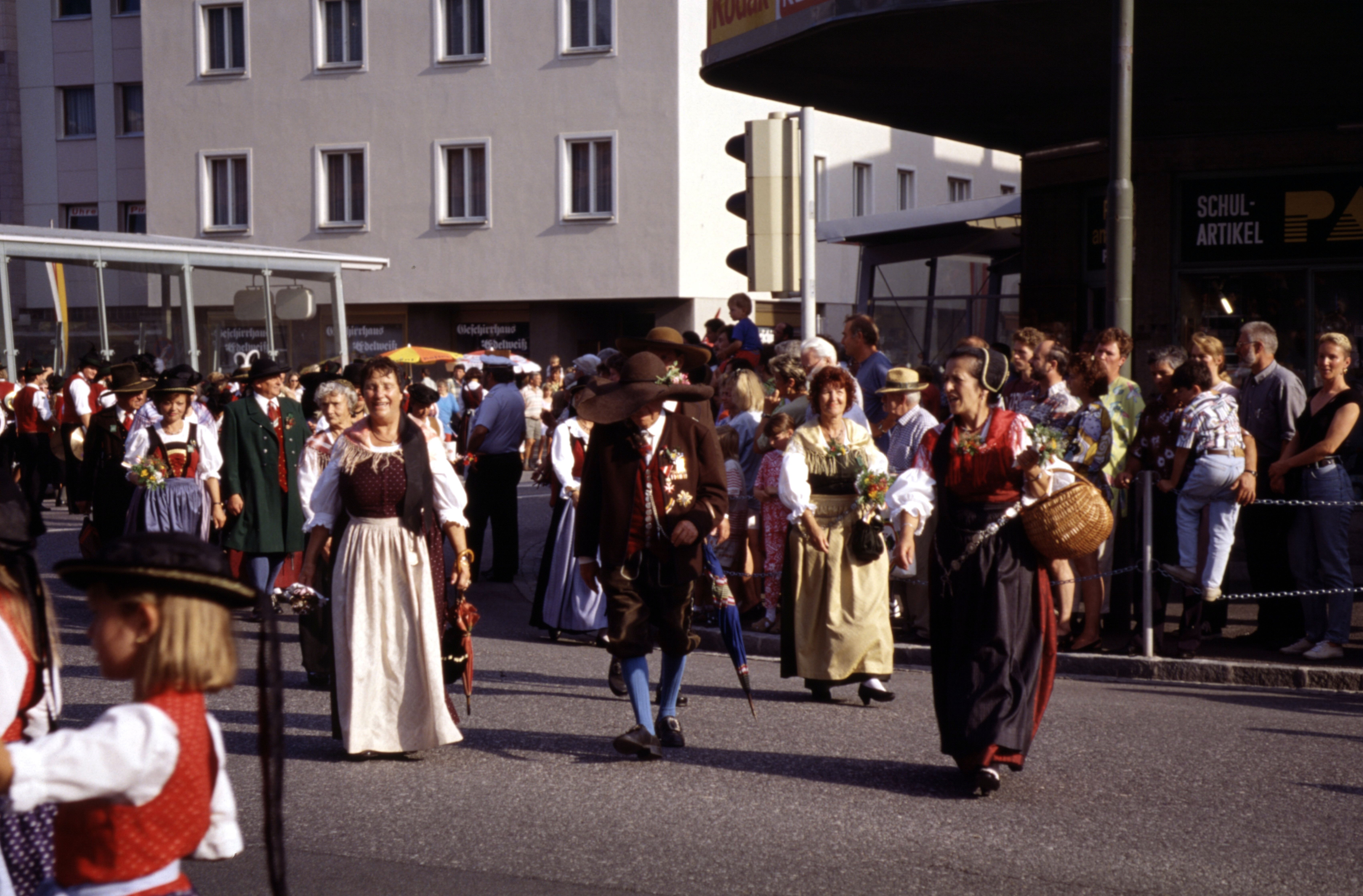
Villacher Kirchtag im Jahr 1995

Der Festausschuss unter Vorsitz des Bürgermeisters Albin Dieringer veranstaltete 1936 den ersten Kirchtag zum Gedenken an das durch Kaiser Friedrich 1225 verliehene Recht, einen Jahrmarkt am Jakobitag durchzuführen. Villach erhielt damals das Recht, 14 Tage vor und 14 Tage nach Jakobi (25. Juli) einen Jahrmarkt zu veranstalten.
Von 1940 bis 1947 fiel der Kirchtag wegen des Krieges aus. Der erste Kirchtag nach dem Krieg im Jahre 1948 war die erste Großveranstaltung, bei der es Speisen ohne Lebensmittelmarken gab. 1950 führte die Villacher Bauerngman, ein 1908 gegründeter wohltätiger Männerverein, das Kirchtagsladen ein. Durch die Ladertätigkeit wird die Kindlkassa gefüllt, woraus bis heute Notleidende unterstützt werden.
Der Verein Villacher Kirchtag führte 1966 die dem Fest vorgelagerte sogenannten Brauchtumswoche ein.
2020 wurde der Villacher Kirchtag aufgrund des Veranstaltungsverbots, das bis Ende August 2020 galt, abgesagt.
Der Höhepunkt des Villacher Kirchtags ist der große Trachtenfestumzug am ersten Samstag im August. Das Volksfest beginnt am Sonntag davor mit dem feierlichen Hochamt für den Stadtpatron St. Jakob in der Stadthauptpfarrkirche und endet am Sonntag danach mit dem Kinderkirchtag. Die Brauchtumswoche ist mittlerweile vom Begriff Kirchtagswoche abgelöst worden.

## Organisation
Seit 2013 veranstaltet das Fest die Villacher Kirchtag GmbH, die sich mehrheitlich im Besitz der Stadt Villach befindet. Einen symbolischen Anteil an der GmbH (0,3 Prozent) hält die Villacher Bauerngman. Der Verein Villacher Kirchtag und dessen Mitglieder fungieren seither nur mehr als Beirat. Mit der organisatorischen Neustrukturierung will man ausschließen, dass Vereinsmitglieder für das Fest, dessen Budget längst die Millionen-Euro-Grenze überschritten hat, privat haften. Geschäftsführer der GmbH ist seit ihrer Gründung Joe Presslinger.

## Galerie

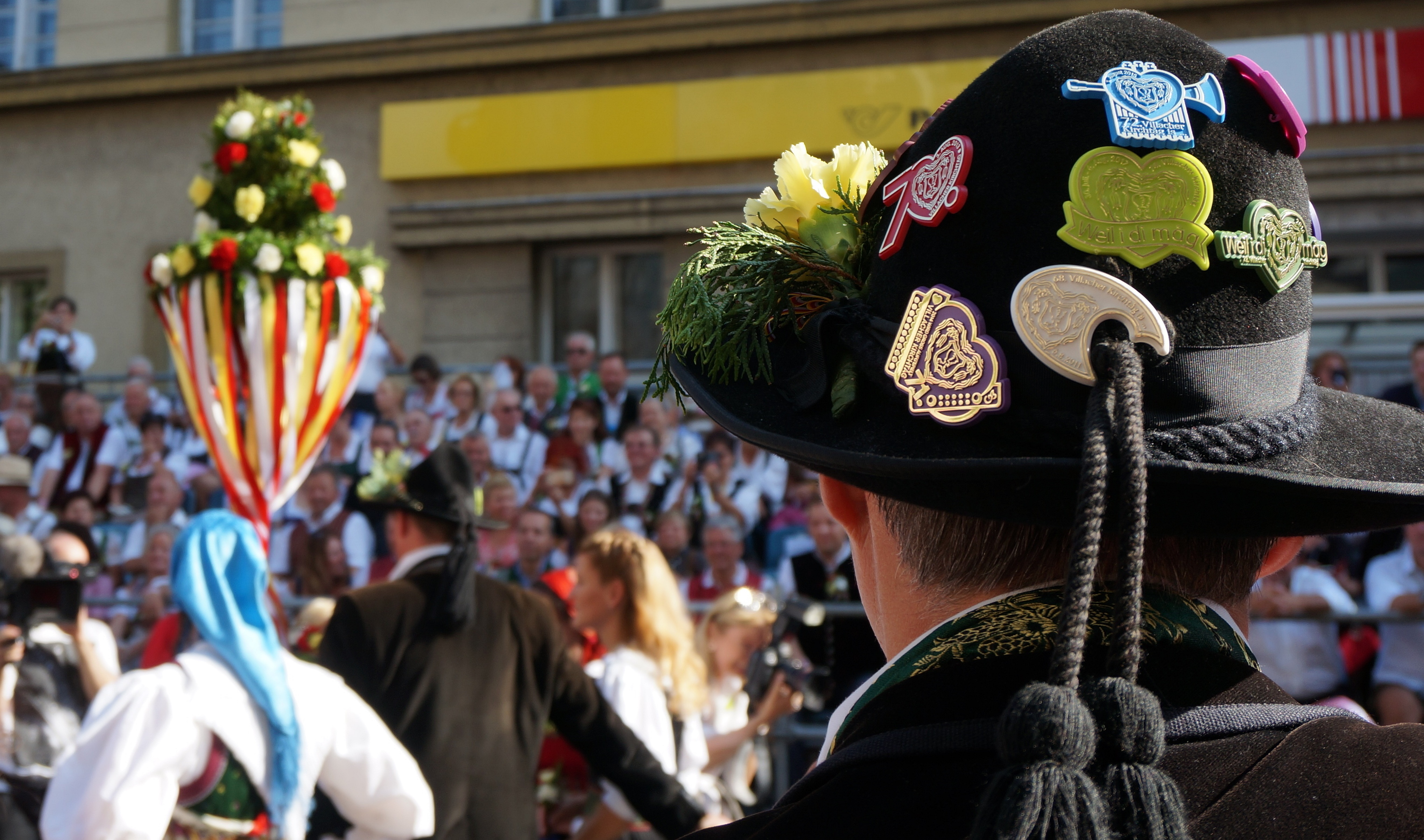
Trachtenhut „Kirchtagslader“ der Bauerngman aus Villach, Kärnten
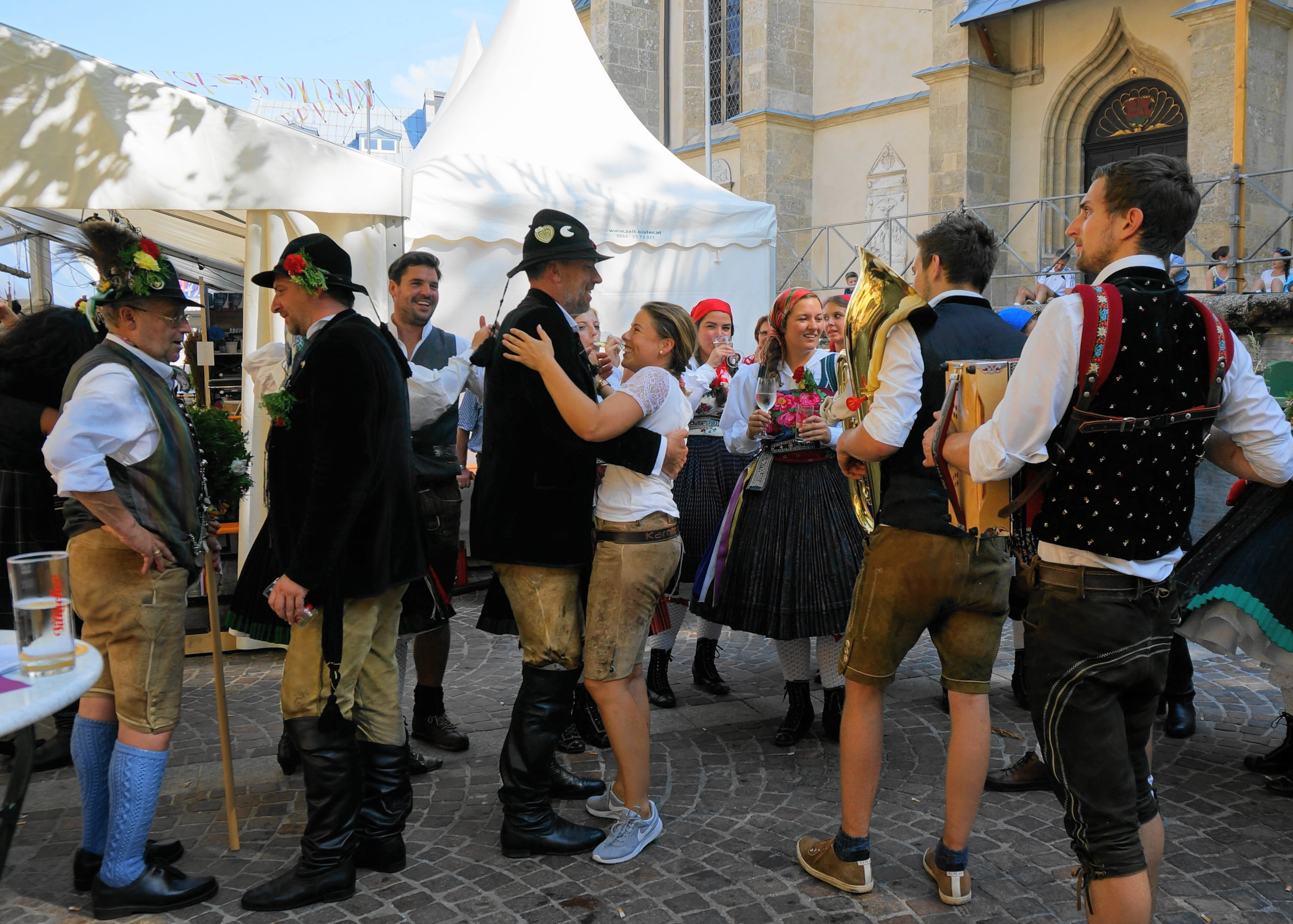
Villacher Kirchtag 2017
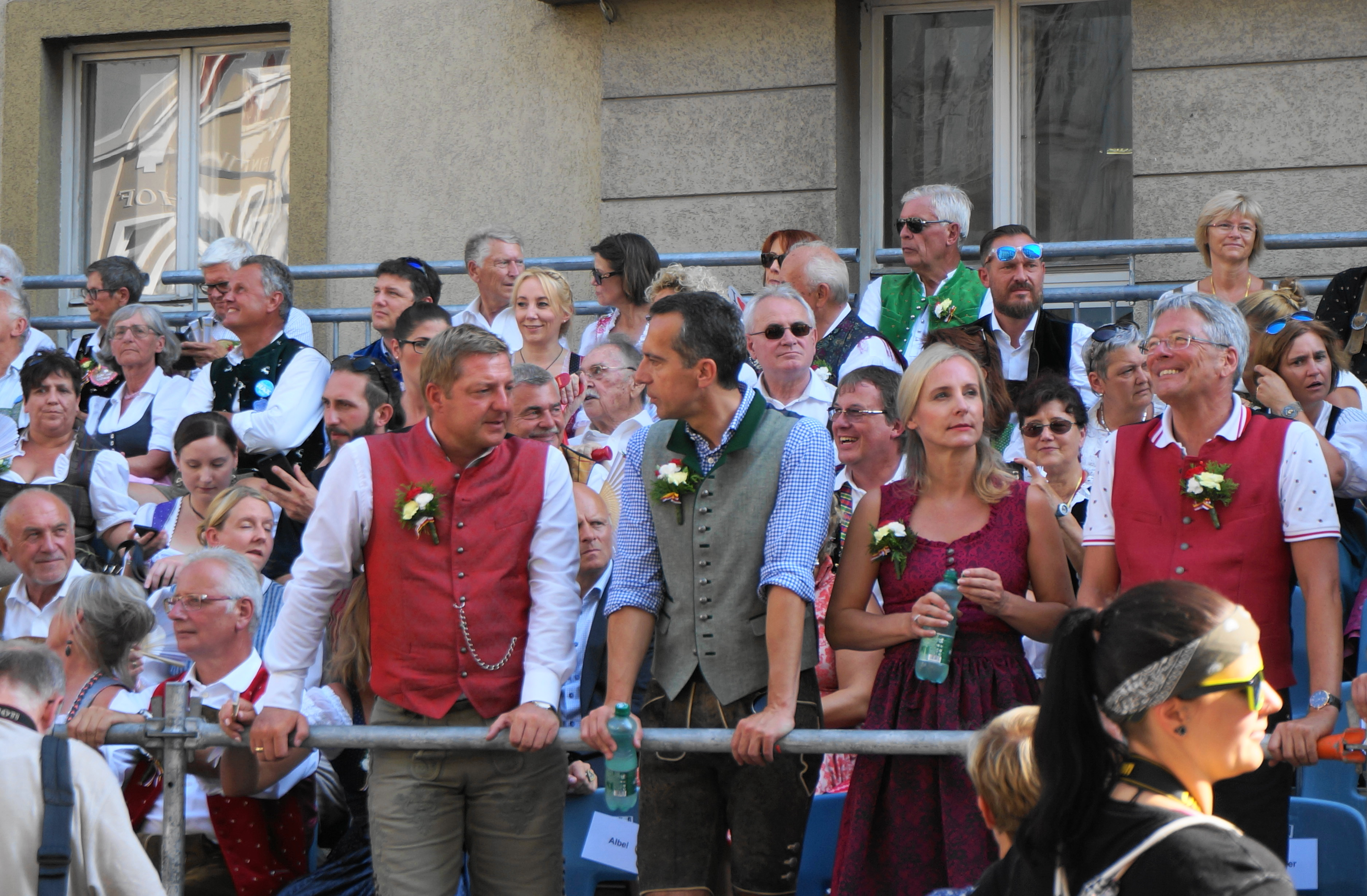
Der damalige Bundeskanzler Christian Kern mit Landeshauptmann Peter Kaiser und Villacher Bürgermeister Günther Albel beim Villacher Trachtenumzug 2017
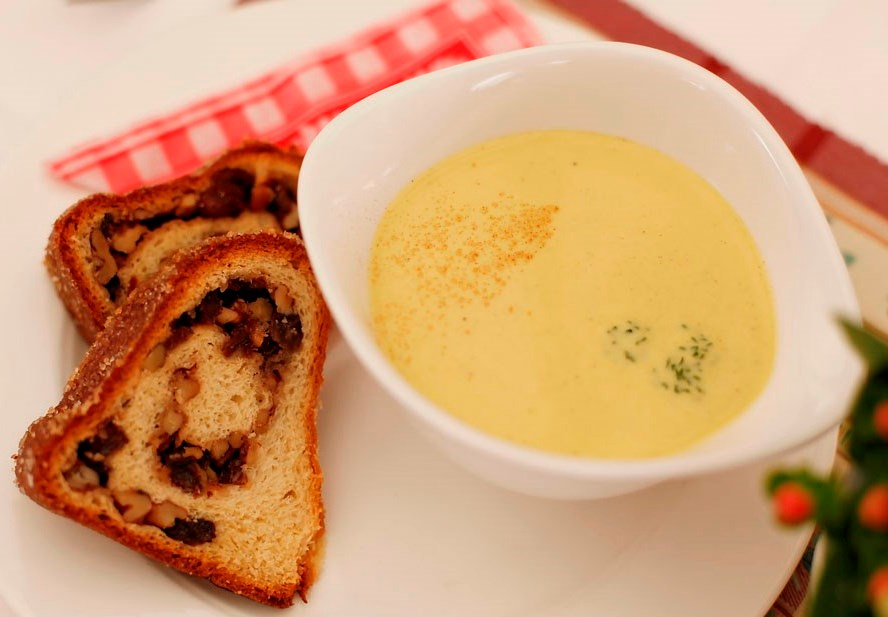
Die traditionelle Villacher Kirchtagssuppe
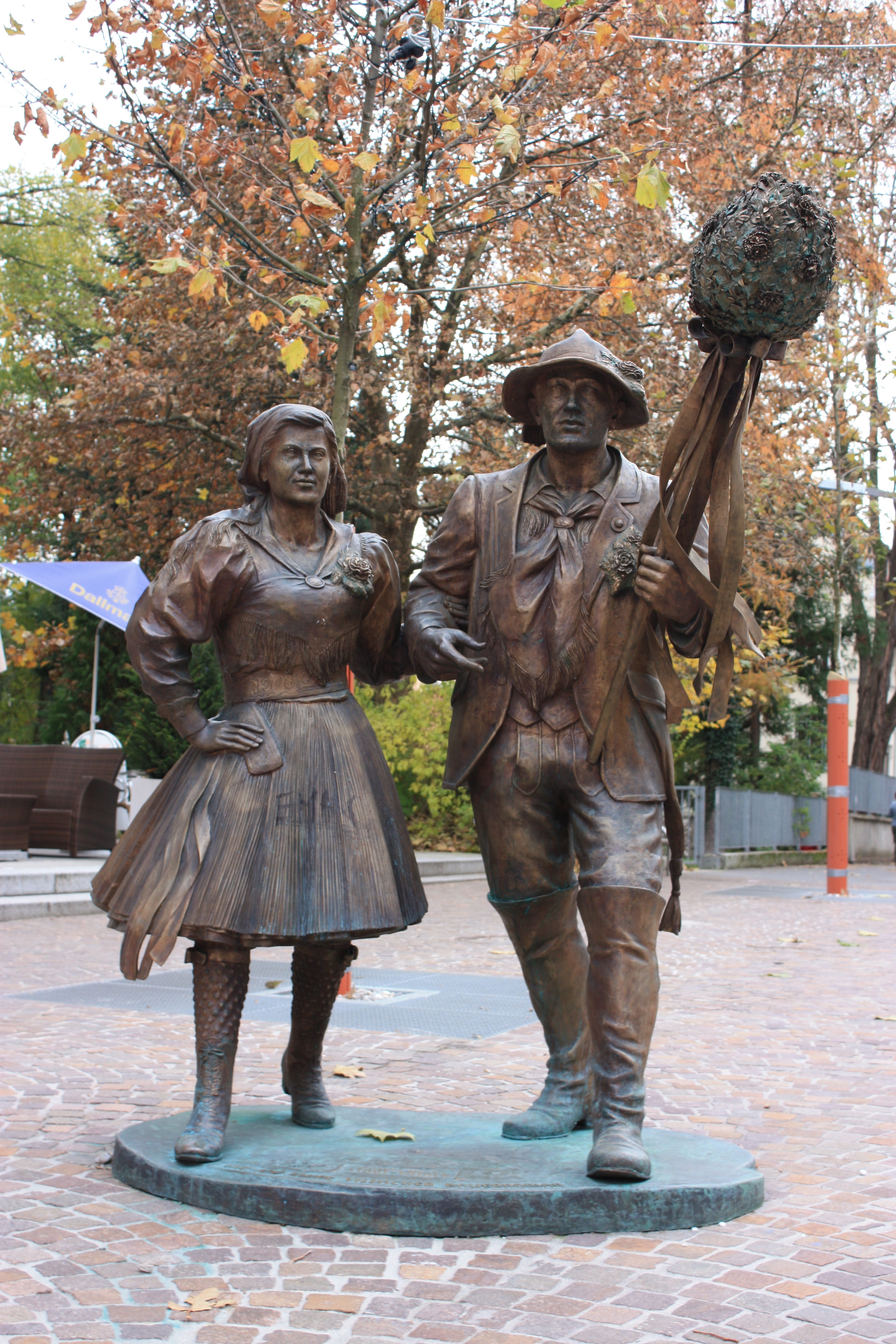
Villacher Kirchtagspärchen, Bronzeskulptur am 8. Mai Platz, gespendet von der Stadt Villach 2008 anlässlich 100 Jahre Bauerngman Villach.
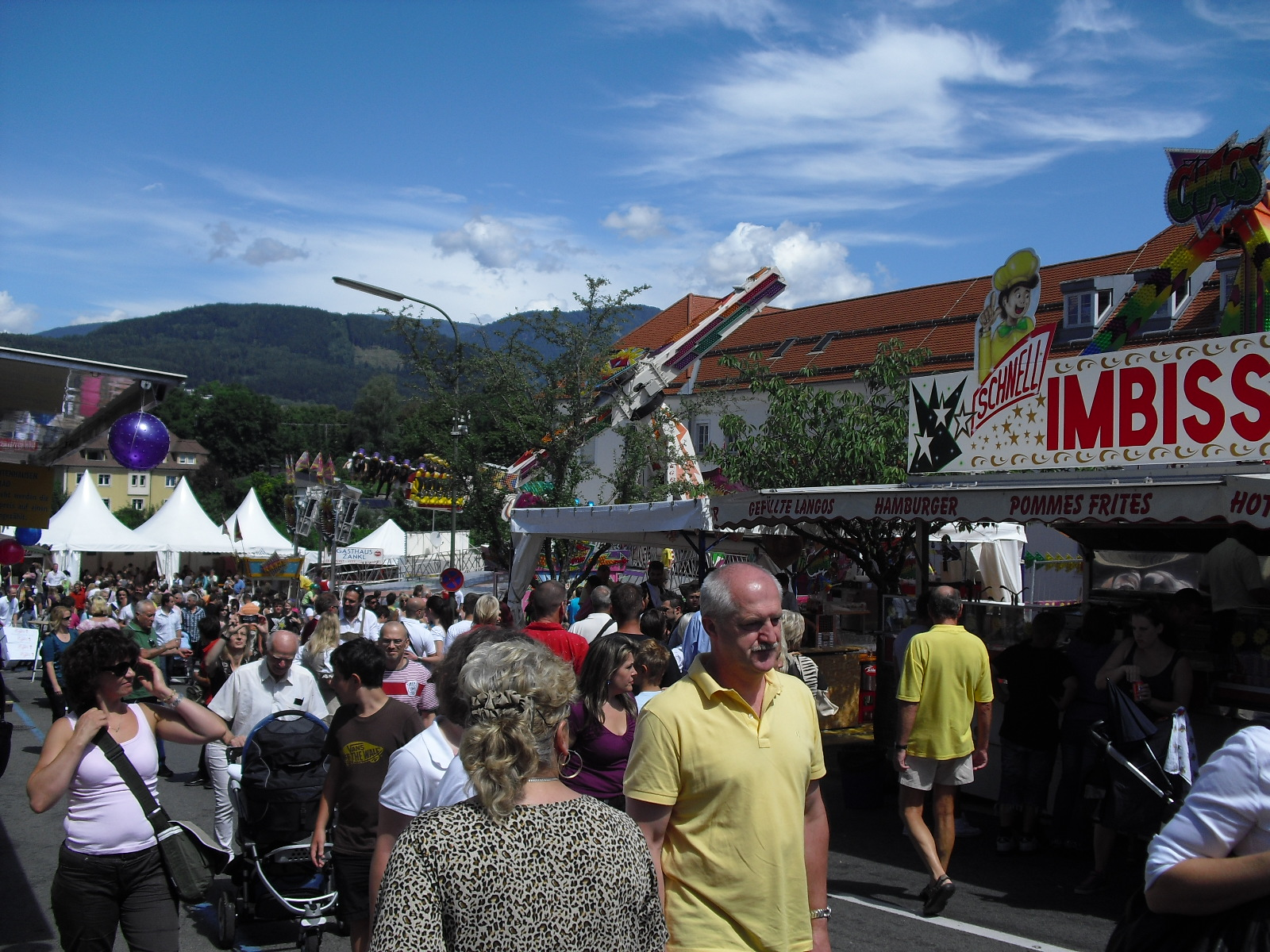
Der 67. Villacher Kirchtag im Jahre 2010

## Villacher Kirchtagssuppe
In die Villacher Kirchtagssuppe gehören unbedingt Gemüse, Gewürze, Kräuter, süßer und saurer Rahm, Zimt, Safran, wovon die Suppe die gelbliche Farbe erhält und die drei Fleischsorten Rind, Huhn und Schwein.
Alle drei Fleischsorten werden dann, klein geschnitten, in der Suppe serviert.

- Gemüse putzen, waschen, klein schneiden. Mit dem Wasser, Kräutern und Gewürzen (außer Safran) und dem Fleisch zustellen und nicht zu stark köcheln lassen, bis das Fleisch gar und eine kräftige Suppe entstanden ist. Durch ein feines Sieb abseihen und das Fleisch abkühlen lassen und in kleine Würfel schneiden.
- Eine Tasse der heißen Grundsuppe beiseite stellen und darin den Safran einweichen.
- Sauerrahm und Schlagobers mischen und in die Grundsuppe einrühren. Safran zugeben, kurz aufkochen lassen. Nochmals abschmecken
- und nach Bedarf mit Speisestärke binden.
- Mit den Fleischwürfeln als Einlage servieren.
- Dazu gibt´s original Kärntner Reindling.